# Saint Peter Port
Saint Peter Port és la capital de Guernsey, així com el port principal de l'illa. La població, el 2001, era de 16.488 habitants. En guernseiès i en francès, històricament l'idioma oficial de Guernsey, el nom de la ciutat i de la parròquia és St Pierre Port. El Port la distingeix de Saint Pierre du Bois.
Es caracteritza pels seus carrers estrets i costeruts. El Codi postal de la parròquia comença per GY1. Els seus habitants reben el malnom de "les Villais" o "cllichards" en idioma local.

## Geografia
St. Peter Port està ubicada a la costa Est de Guernsey. Limita amb les parròquies de St Sampson's al nord, Vale al nord-oest, St Andrew's a l'est i St Martin's al sud.

### Relleu
El terreny és baix al nord i per la zona portuària, però al Sud, s'assoleixen cotes més altes.

## Subdivisions
Saint Peter Port està subdividida en quatre cantons: Nord o 1, Nord-oest o 2, Sud-oest o 3, i Sud o 4.
A més a més, les illes de Herm i Jethou també formen part de la parròquia, però no de cap cantó. Pertanyen al districte electoral de Saint Peter Port South.

## Llocs d'interés

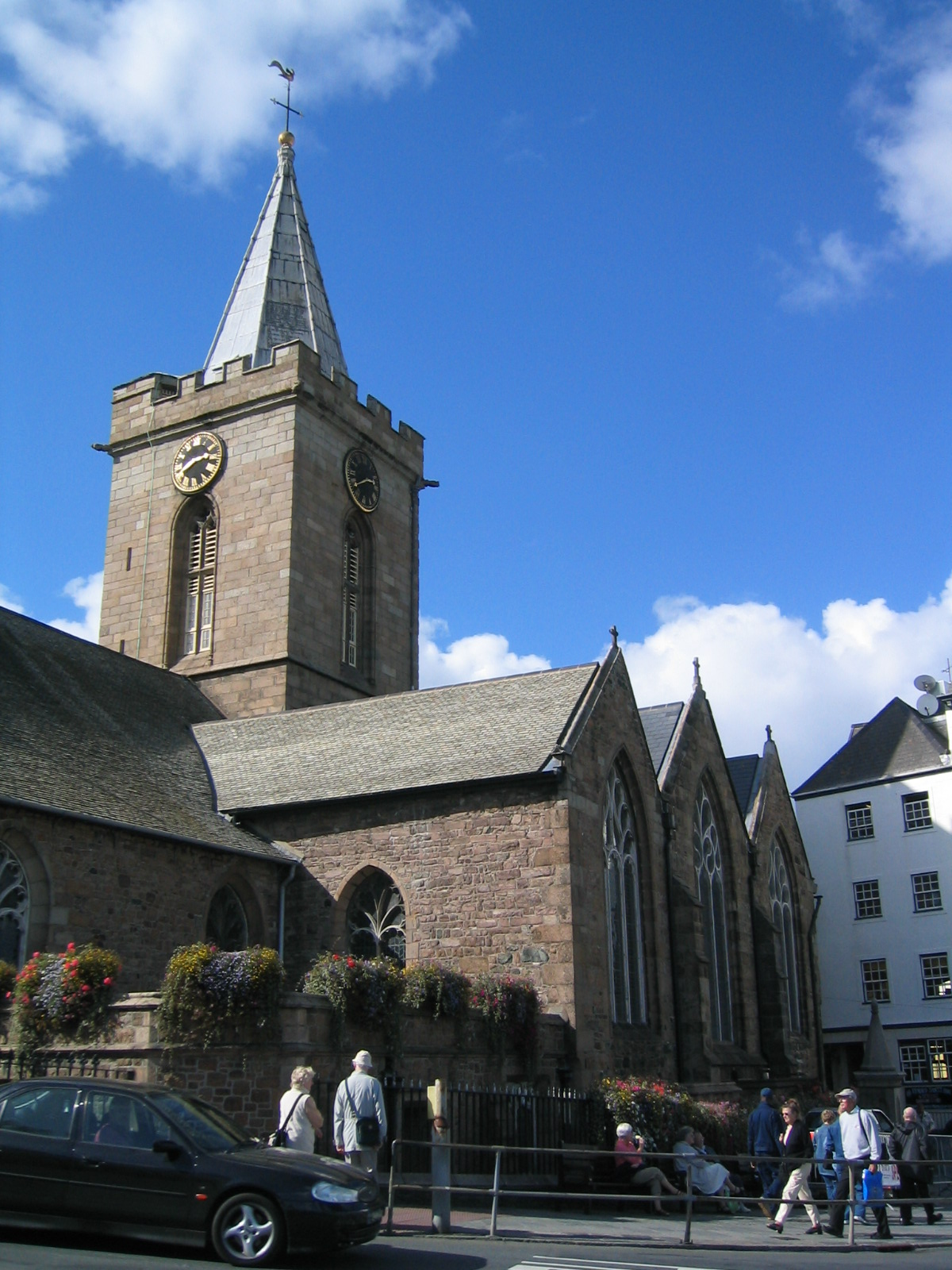
Town Church

- The Royal Court House, seu dels Estats de Guernsey
- Hauteville House, casa de l'exili de Victor Hugo
- Town Church Arxivat 2005-11-22 a Wayback Machine., l'església de la parròquia al centre de la ciutat.
- Port de la ciutat
- Castle Cornet, una històrica fortalesa que ha guardat l'entrada al recinte portuari.
- Elizabeth College fundat el 1563 per Elizabeth I d'Anglaterra. L'edifici principal és un dels trets característics de la ciutat.
- El mercat, l'Arcade, la High Street i el Pollet, en el districte comercial.The market, the
- El Guernsey Aquarium, situat en tunels fortificats construïts pels nazis durant l'ocupació alemanya.

## Vies principals
Les següents carreteres (llistades de nord a sud) comuniquen St Peter Port amb altres parròquies:
- Les Banques: comunica amb el nord de l'illa
- Rue Des Varendes: comunica amb la parròquia de Castel
- Mount Row: comunica amb l'est de l'illa
- Ruette Brayes: comunica amb el sud de l'illa
- Fort Road: comunica amb la parròquia de Saint Martin's

També hi destaquen les següents vies, les quals comuniquen els comerços amb el port:
- St George's Esplanade
- North Esplanade
- South Esplanade
- Mount Durand

## Economia
Blue Islands, una aerolínia regional, té la seua seu a Saint Peter Port.